# Carrick (Cornouailles)
Pour les articles homonymes, voir Carrick.
Carrick est un ancien district non-métropolitain situé dans le comté des Cornouailles, en Angleterre.  Son chef-lieu était Truro. Son statut de district a été aboli par la réforme territoriale (en) entrée en vigueur le 1er avril 2009. Les six districts du comté, ainsi que leurs conseils, sont supprimés.